# Arthur Thorell
Arthur Eugen Thorell, född 21 juni 1884 i Göteborg, död där 2 november 1964, var en svensk filmfotograf.
Thorell är begravd på Kvibergs kyrkogård i Göteborg.

## Filmfoto i urval
- 1919 – Synnöve Solbakken
- 1919 – Hemsöborna
- 1922 – Amatörfilmen
- 1922 – Farende folk
- 1923 – Janne Modig
- 1925 – När Bengt och Anders bytte hustrur
- 1925 – Bröderna Östermans huskors
- 1926 – Vägarnas kung